# Maechidius rugosicollis
Maechidius rugosicollis är en skalbaggsart som beskrevs av Macleay 1871. Maechidius rugosicollis ingår i släktet Maechidius och familjen Melolonthidae. Inga underarter finns listade i Catalogue of Life.